# Americium(II)jodid
Americium(II)jodid eller americiumdijodid (AmI2) är en kemisk förening sammansatt av americium och jod.